# Elica Vasileva
Elica Vasileva, coniuga Atanasijević (in bulgaro Елица Василева?; Dupnica, 13 maggio 1990), è una pallavolista bulgara, schiacciatrice del Fenerbahçe.

## Biografia
Il 27 maggio 2022 sposa a Belgrado il pallavolista serbo Aleksandar Atanasijević: i due diventano genitori nel novembre 2023.

## Carriera

### Club
Elica Vasileva comincia a giocare a livello professionistico nel 2005 nel CSKA Sofia con il quale vince un campionato nel 2007.
Nella stagione 2007-08 si trasferisce in Italia ingaggiata dall'Esperia, squadra di serie A2, con la quale resta per due annate. Nella stagione 2009-10 fa il suo esordio in massima serie con la maglia della Sirio Perugia, dove, pur partendo dalla panchina, risulta essere spesso la miglior realizzatrice della squadra umbra; nell'annata seguente viene ingaggiata dal Bergamo, con il quale si aggiudica il campionato e nella stagione 2011-12 la Supercoppa italiana.
Nell'annata 2012-13 passa alla squadra brasiliana del Campinas, mentre in quella successiva va a giocare nella V-League sudcoreana con le Pink Spiders. Nella stagione 2014-15 ritorna in Europa, ingaggiata dal VakıfBank, con cui vince la Supercoppa turca, mentre in quella 2015-16 approda alla Dinamo-Kazan, nella Superliga russa, dove resta per tre annate vincendo due Coppe di Russia e la Coppa CEV 2016-17.
Dal campionato 2018-19 fa ritorno nel massimo campionato italiano, dapprima alla Savino Del Bene, quindi all'AGIL di Novara per la stagione 2019-20 e al Casalmaggiore per la prima parte di quella 2020-21, separandosi come da contratto dal club cremonese alla fine del mese di novembre; pochi giorni più tardi viene formalizzato il suo ritorno alla Savino Del Bene per la seconda metà di stagione.
Nella stagione 2021-22 ritorna nel massimo campionato russo per vestire la maglia della Dinamo Mosca. Dopo due annate lontano dai campi per maternità, nel campionato 2024-25 approda al Fenerbahçe, con cui vince la Supercoppa turca.

### Nazionale
Nel 2007 viene convocata per la prima volta nella nazionale bulgara; negli anni seguenti, con la selezione nazionale, ottiene due medaglie d'argento (2010 e 2012) e una di bronzo (2013) all'European League. Nel 2021 vince la medaglia d'oro all'European Golden League.

## Palmarès

### Club
- Campionato bulgaro: 1

2006-07
- Campionato italiano: 1

2010-11
- Coppa di Russia: 2

2016, 2017
- Supercoppa italiana: 1

2011
- Supercoppa turca: 2

2014, 2024
- Coppa CEV: 1

2016-17

### Nazionale (competizioni minori)
- European League 2010
- European League 2011
- European League 2012
- European League 2013
- European Golden League 2021

### Premi individuali
- 2012 - European League: Miglior realizzatrice
- 2012 - European League: Miglior attaccante